# Jabłonów (Basse-Silésie)
Pour les articles homonymes, voir Jabłonów.
Jabłonów est une localité polonaise de la gmina de Chocianów, située dans le powiat de Polkowice en voïvodie de Basse-Silésie.